# 莫桑比克带

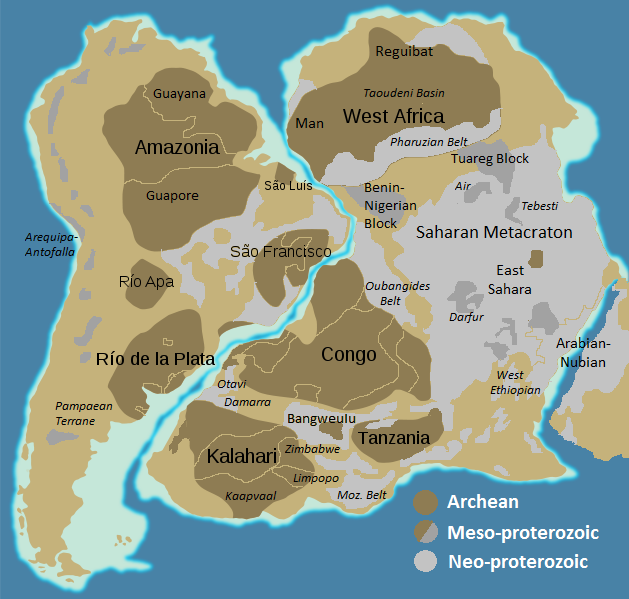
西冈瓦纳大陆：主要克拉通为棕色，跨非洲造山带为灰色

莫桑比克带是从东南极洲经东非延伸至阿拉伯-努比亚地盾的地壳带。它在冈瓦纳大陆形成时的泛非造山运动中形成了板间缝合带。
莫桑比克带所包含的地块形成时间在莫桑比克洋诞生与闭合前后。

## 程度
莫桑比克带西部主要由上层角闪岩相片麻岩构成，将坦桑尼亚克拉通和乌萨加拉带的岩石嵌入2,970和2,648Ma的岩层之间。东部则是高级弧源岩，产生时代约是841-632Ma。
两个地块都有新元古代变质沉积岩。
这种差异可能说明它们起源自两个不同的盆地，在585-550Ma莫桑比克洋闭合时，东部盆地的岩石被带到西部盆地上。

## 形成
许多地理学家认为，莫桑比克洋是在800-700Ma的罗迪尼亚超大陆崩解期间伴随火山活动形成的。这一时期的岩浆活动在东非和马达加斯加均有发现，不过莫桑比克带南部没有。莫桑比克洋可能将卡拉哈里克拉通从刚果-坦桑尼亚克拉通上分离下来，并将马达加斯加-印度板块从刚果-坦桑尼亚板块上剥离。莫桑比克洋在700-580Ma位于马达加斯加-印度和刚果-坦桑尼亚之间，闭合发生于600-500Ma期间。:417–418
肯尼亚和坦桑尼亚的裸岩包括来自早新元古代大陆边缘的地堑沉积物和被动大陆边缘的变质沉积物，还包括被搬运来的更老的坦桑尼亚克拉通地壳物质。
莫桑比克带曾被认为是因东西冈瓦纳的碰撞产生的。根据一项最近的研究，冈瓦纳大陆形成于独立地块的长期增生。
莫桑比克带的岩石主要通过岩浆底侵作用形成，640-620Ma期间在地壳中下部冷却。超过500Ma以前，这些岩石便被暴露出来。深层地壳因y莫桑比克洋的闭合而升高，上地壳弧剩余物因侵蚀而消失。

## 资料
- Cutten, Huntly N.C. . The Geological Society of America. October 29, 2002  [2011-12-28]. （原始内容存档于2016-06-04）.
- Cutten, H. N. C.; Johnson, S. P.; De Waele, B.  (PDF). 2006  [2021-10-04]. （原始内容 (PDF)存档于2016-03-04）.
- Grantham, G.H.; Maboko, M.; Eglington, B.M. . . Geological Society. 2003  [2021-10-04]. ISBN 1-86239-125-4. （原始内容存档于2021-10-13）.